# 112.º Regimiento Antiaéreo (Eisb.)
El 112.º Regimiento Antiaéreo (122. Flak-Regiment (Eisenbahn)) fue una unidad de la Luftwaffe durante la Segunda Guerra Mundial.

## Historia
Fue formado en enero de 1942 por el III Comando Aéreo, para controlar los diversos Batallones antiaéreos (Eisb.), principalmente en el VI Comando Aéreo y Francia.

## Comandantes
- Coronel Georg Wicke - (enero de 1942 - mayo de 1945)

## Servicios
- 1942-1943: por el VI Comando Aéreo y en (?)Francia, Holanda, Bélgica.
- 15 de noviembre de 1942: llegó en Marsella con 3 unidades pesadas y 1 unidad ligera.
- 1 de noviembre de 1943: bajo la 22.ª División Antiaérea con s.423 (E), s.444 (E), s.543 (E), s.902 (E) y Ausw.Zug 26.
- 1 de enero de 1944: no incluidos.
- 1 de febrero de 1944: no incluidos.
- 1 de marzo de 1944: no incluidos.
- 1 de abril de 1944: no figuran* [con sede en Lieja].
- 1 de mayo de 1944: bajo el VI Comando Aéreo sin unidades adscritas.
- 1 de junio de 1944: bajo el VI Comando Aéreo sin unidades adscritas.
- 1 de julio de 1944: bajo el VI Comando Aéreo sin unidades adscritas.
- 1 de agosto de 1944: bajo la 4.ª División Antiaérea sin unidades adscritas.
- 1 de septiembre de 1944: bajo la 4.ª División Antiaérea sin unidades adscritas
- 1 de octubre de 1944: bajo la 4.ª División Antiaérea sin unidades adscritas.
- 1 de noviembre de 1944: bajo la 22.ª División Antiaérea sin unidades adscritas.
- 1 de diciembre de 1944: bajo la 22.ª División Antiaérea con el le.825 (E).
- 1944 - 1945: por el VI Comando Aéreo.

Se unió a la 7.ª División Antiaérea en abril de 1944, pero nuevamente deja la división en julio de 1944*